# Vladimír Onufrák
Vladimír Onufrák (* 17. března 1950, Habura) je bývalý slovenský fotbalový útočník.

## Fotbalová kariéra
V československé lize hrál za Tatran Prešov a TŽ Třinec, nastoupil ke 111 utkáním a dal 12 gólů. V Poháru UEFA nastoupil ve 2 utkáních. Mistr Evropy do 18 let v roce 1968. Během vojenské služby hrál 2. liga za Duklu Banská Bystrica.

## Ligová bilance
| Ročník                                   | Zápasy | Góly | Klub                  |
| ---------------------------------------- | ------ | ---- | --------------------- |
| 1. československá fotbalová liga 1969/70 | 23     | 5    | Tatran Prešov         |
| 1. československá fotbalová liga 1970/71 | 23     | 1    | Tatran Prešov         |
| 2. československá fotbalová liga 1971/72 | -      | -    | Dukla Banská Bystrica |
| 1. československá fotbalová liga 1972/73 | 9      | 1    | Tatran Prešov         |
| 1. československá fotbalová liga 1973/74 | 21     | 2    | Tatran Prešov         |
| 1. československá fotbalová liga 1974/75 | 10     | 3    | TŽ Třinec             |
| 1. československá fotbalová liga 1975/76 | 25     | 0    | TŽ Třinec             |
| CELKEM 1. liga                           | 111    | 12   |                       |